# Xoriguer ratllat
El xoriguer ratllat (Falco zoniventris) és un ocell rapinyaire de la família dels falcònids (Falconidae) que habita sabanes i boscos poc espessos de Madagascar. El seu estat de conservació es considera de risc mínim.